# Galante Konversation

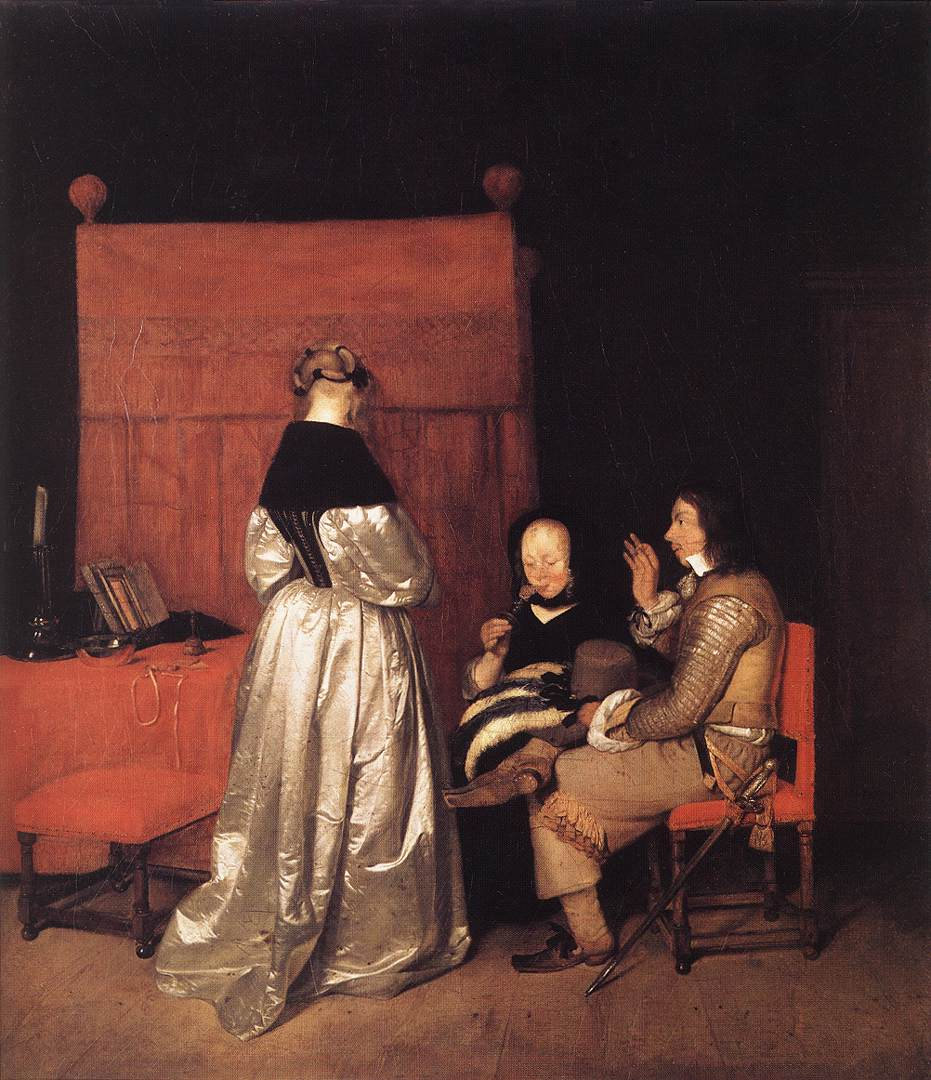
Galante Konversation, Gemäldegalerie Berlin

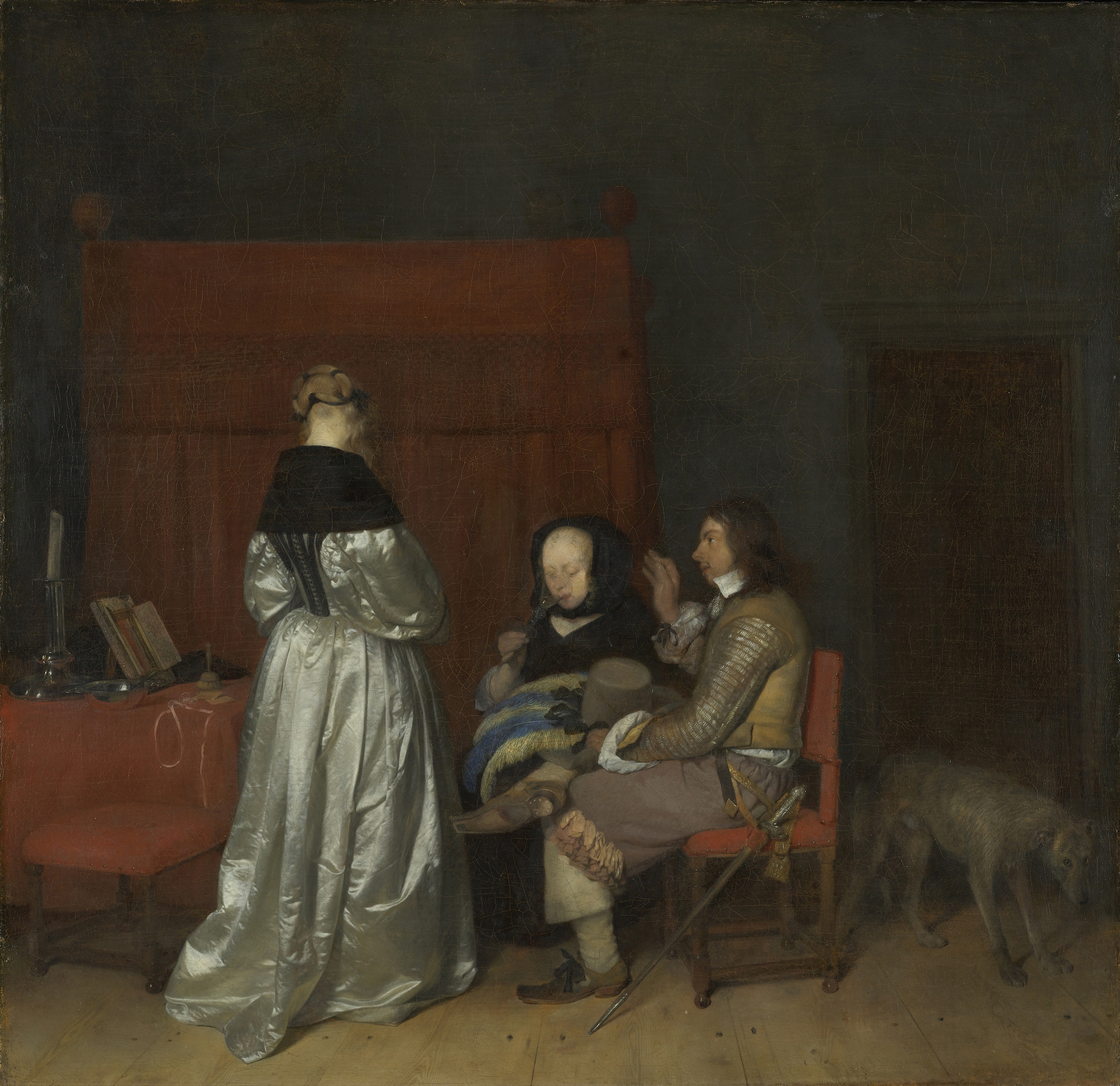
Galante Konversation, Rijksmuseum Amsterdam

Galante Konversation ist ein Ölgemälde des niederländischen Malers Gerard ter Borch, das in der Mitte der 1650er Jahre entstand. Es haben sich davon zwei nahezu identische Versionen erhalten, sie befinden sich heute in der Berliner Gemäldegalerie bzw. dem Rijksmuseum Amsterdam. Das Gemälde wurde früher als Väterliche Ermahnung bezeichnet. Zu dieser überarbeiteten Lesart kam es, da die Galante Konversation eine Vielzahl sinnlicher und rätselhafter Interpretationsmöglichkeiten bietet. Die Darstellung der Sexualität ist nuanciert und ausdrucksstark: der offenherzig exponierte Nacken des Mädchens, die offensichtlich sinnlichen Falten seines schimmernden Satinkleides, der extravagant gefiederte Hut des Offiziers und sein übergroßer Fuß, der scheinbar bereit ist, den weiblichen Raum zu durchdringen. Das Mädchen ist in der Dreiergruppe des Gemäldes die zentrale Figur und hat dem Betrachter den Rücken zugewandt, ihr Gesicht abgewandt, in einer Geste der Sittsamkeit oder Unnahbarkeit, vielleicht Scham oder Ohnmacht, höchstwahrscheinlich aber Resignation.
In der Amsterdamer Version ist das Bild nach rechts um das Motiv eines Hundes erweitert – der eher wie ein Mischling aussieht und sich mit dem Schwanz zwischen den Beinen hinter den Stuhl des Mannes schleicht. Vielleicht sollte mit dem Tier auf die ungezügelten Instinkte seines Herrn angespielt werden.

## Beschreibung und Unterschiede
Links von der Mitte des Gemäldes kann man eine weibliche Figur von hinten sehen, sie ist in strahlend weißen Satin gekleidet. Rechts sitzt eine männliche Figur in Militärtracht und spricht mit gestikulierender Hand und leicht geöffneten Lippen die junge Frau an. Die zwischen ihnen sitzende weibliche Figur senkt den Blick und nippt an einem Weinglas. Die Kulisse ist schlicht gestaltet, aber die Einrichtung weist auf ein Maß an weiblicher Eleganz hin, das den beiden weiblichen Figuren entspricht.
Das schimmernde Satinkleid hebt sich wie ein starkes Glanzlicht scharf von den dunklen Erdtönen des restlichen Bildes ab und zieht die Aufmerksamkeit des Betrachters auf sich. Ter Borch gibt auch Hinweise darauf, dass die Szene sich in ihrem Boudoir abspielt – ein Spiegel, eine Puderquaste und Kämme auf einem Tisch zu ihrer Linken kennzeichnen ihn als Schminktisch einer Frau. Die Nähe dieser Objekte zur stehenden Frau präsentiert den Raum als ihre Domäne.
Gerard ter Borch hat das silbrig schimmernde Satinkleid seiner Protagonistin täuschend echt dargestellt, es bildet mit dem kunstvoll in Falten gelegten, glänzenden Stoff den Mittelpunkt des Gemäldes und in seiner optisch-haptischen Faszination ein reizvolles Zusammenspiel mit der Rückenansicht der rätselhaft bleibenden Trägerin.
Die beiden Gemälde werden auf etwa 1654 datiert. Die Maße des Berliner Gemäldes betragen 70 cm × 60 cm. Die Amsterdamer Fassung hat ein Format von 71 cm × 73 cm,  wobei die zusätzlichen Zentimeter rechts von einem Hund und einer Tür eingenommen werden.

## Interpretation und Änderung des Namens

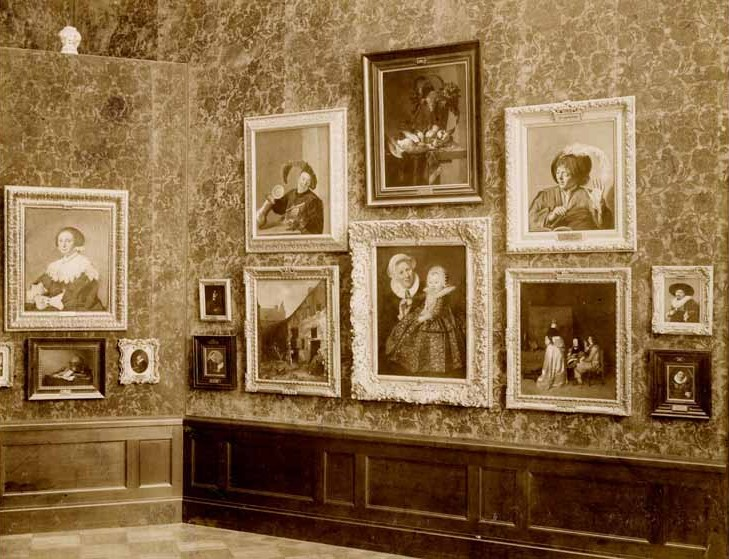
Niederländische Malerei im Kaiser-Friedrich-Museum, Ansicht von 1904 mit dem Gemälde Väterliche Ermahnung

Die Änderung des Gemäldenamens unterstreicht die Mehrdeutigkeit des Gemäldes und die der bildlichen Erzählung – ein Erkennungsmerkmal von Ter Borchs Genrewerken. Der vorherige Titel Väterliche Ermahnung stammt aus der Bildunterschrift eines Reproduktionsstichs von Johann Georg Wille aus dem Jahr 1765 (der heutigen Version in Berlin). In seinem Roman Die Wahlverwandtschaften trägt Goethe zum Ruhm des Bildes bei, indem er ein Tableau Vivant beschreibt, das dieser Komposition nachempfunden ist. Goethes Passage bestätigt auch Willes Lesart des Bildes: Der sitzende Mann stelle einen Vater dar, der seine Tochter ermahnt, die mit gesenktem Kopf dasteht, während die Mutter schweigend nach unten schaut. Goethes Interpretation entsprach dem Wunsch, aus den Bildelementen eine moralisierende Geschichte zu konstruieren. Obwohl in der aktuellen Literatur weitgehend abgelehnt, wird Goethes Ziel heute von einigen wieder anerkannt.
Einige Wissenschaftler sehen dieses Gemälde jedoch als Bordellszene, dabei verlassen sie sich auf die Spekulationen über die Konfiguration der Figuren und die Möglichkeit, dass der Mann eine Münze in der rechten Hand hochhält. Die Existenz der Münze wurde widerlegt, da die technischen Untersuchungen sowohl in Amsterdam als auch in Berlin keine Hinweise auf Abrieb oder Übermalung auf beiden Leinwänden fanden. Kunsthistoriker, die sich für diese Theorie einsetzen, verweisen auf die Kombination von zwei weiblichen Figuren und einer männlichen Figur als typisch traditionelle Darstellung von Kupplerei, wie in Bildern mit offenkundigen Hinweisen auf gekauften Sex wie in Dirck van Baburens oder Gerrit van Honthorsts Gemälden Die Kupplerin. Die Identität der sitzenden Frau in Ter Borchs Gemälde ist völlig unklar. Obwohl historische Untersuchungen gezeigt haben, dass niederländische Kupplerinnen nur geringfügig älter waren als die Prostituierten, werden die Ersteren in der Bildkunst traditionell als alte Frauen dargestellt. Anstatt mit dem Soldaten zu feilschen, senkt die Frau die Augen und nippt an einem Glas; nichts in ihrer Pose hat etwas Verrufenes.
Die Richtigkeit des Titels Väterliche Ermahnung wurde auch bezweifelt, weil die männliche Figur zu jung ist, um der Vater der mit dem Rücken zum Betrachter stehenden jungen Dame zu sein. Das Wort Ermahnung ist jedoch nicht unpassend, denn die Geste des jungen Mannes sieht aus, als würde er eine Anweisung geben oder etwas erklären; die „väterliche Ermahnung“ des Kavaliers könnte seine erotischen Absichten maskieren. Seine Pose mit gekreuzten Beinen in einer fröhlichen Gesellschaft könnte als Ausdruck von Zwanglosigkeit und sorgloser Haltung der jugendlichen Elite angesehen werden. Die Haltung des Offiziers könnte auch als „eklatanter Verstoß gegen den Anstand“ angesehen werden, was es schwierig macht, die Szene als Darstellung einer vornehmen Brautwerbung zu sehen. Das Bett im Hintergrund und der Toilettentisch mit dem Spiegel gaben einigen Anlass zum Nachdenken. Auch sieht der sitzende Soldat eher wie ein Besucher aus.
Der Blick der Frau, die verlegen in ihr Glas zu starren scheint, ist ein weiteres Element, das auf verschiedene Arten interpretiert werden kann. Das Beisein des fremden Mannes ließ sie als Kupplerin interpretieren. Der Titel Die väterliche Ermahnung, der offenbar im 18. Jahrhundert zur Gewohnheit geworden war, ließ Goethe sie als die Mutter betrachten, die sich ein wenig für die Ermahnung des Vaters schämte.
Zur Komplexität der wahrscheinlichen Botschaften des Gemäldes kommt die Botschaft des Hundes an der Tür hinzu, was nur in der Amsterdamer Version abgebildet ist: Der Hund dreht der Gruppe, die sich in der Nähe eines Bettes versammelt hat, um (nach der neuen Ansicht) ein vermutlich schmutziges Geschäft abzuschließen, den Rücken zu. Scham scheint das Tier zu belasten. Dass der Mann ernsthaft einen Heiratsantrag beabsichtigt,  erscheint aufgrund des „negativen Motivs“ des Hundes unwahrscheinlich. Dass ter Borch den Hund aus der Berliner Fassung wegließ, war sicherlich nicht, um die Szene in einem positiveren Licht zu zeigen, sondern um die edle Wirkung der Amsterdamer Komposition zu verstärken, indem sie von offensichtlich störenden Hinweisen befreit wurde.